# Павленко Віктор Вікторович
Ві́ктор Ві́кторович Павле́нко (нар. 27 червня 1966, с. Краскіно Приморського краю, Росія) — український політик. Народний депутат України VI скликання.

## Освіта
Університет ім. Т. Г. Шевченко 

## Трудова діяльність
- 1983 — червень 1992 — служба в Збройних Силах.
- Червень 1992 — 1997 — комерційний директор КПК «Їдемо», заступник директора СМП «Стрілець», генеральний директор ТОВ «Portalis».
- 1997 — 2003 — генеральний директор ЗАТ «Таврійські ігри».
- Березень 2003 — лютий 2005 — член Національної ради України з питань телебачення і радіомовлення (від Президента України).
- З лютого 2005 — генеральний директор, голова наглядової ради ЗАТ «Таврійські ігри».

Народний депутат України 6-го скликання з 3 червня 2008 від «Блоку Юлії Тимошенко», № 173 в списку. На час виборів: голова Наглядової ради ЗАТ «Таврійські ігри», член партії ВО «Батьківщина». Член фракції «Блок Юлії Тимошенко» (3 червня 2008 — 1 лютого 2011), позафракційний (1 лютого — 17 березня 2011). Член Комітету з питань державного будівництва та місцевого самоврядування (19 вересня — 24 вересня 2008), голова підкомітету з питань місцевих бюджетів та комунальної власності Комітету з питань державного будівництва та місцевого самоврядування (з 24 вересня 2008).
Був членом партії Всеукраїнське об'єднання «Батьківщина».
Член Ради підприємців при Кабінеті Міністрів України (лютий 2000 — квітень 2004)

## Нагороди та державні ранги
Почесна грамота Кабінету Міністрів України (грудень 2003).
Державний службовець 3-го рангу (з квітня 2003).

## Сім'я
Одружений. Син Кирило (1999).